# Lucio Caracciolo
Lucio Caracciolo (n. 7 februarie 1954) este un jurnalist și geopolitician italian. Este directorul revistei italiene de geopolitică Limes, una din cele mai prestigioase publicații periodice de geopolitică din Europa la ora actuală.